# Le Cri du sablier
Le Cri du sablier est un roman de Chloé Delaume coédité le 9 mars 2001 aux éditions Léo Scheer et Farrago. Le livre reçoit le prix Décembre la même année.

## Résumé
Une enfant naît, sans nom, sans amour. Solitaire, elle grandit entre une mère négligente mais qui s'applique à l'éduquer pour la faire briller en société et un père absent et violent qui la bat. Un jour, alors qu'elle projetait de s'enfuir avec la petite fille, la mère est tuée par son mari devant les yeux de leur enfant. Le père se suicide, oubliant sa fille définitivement. Celle-ci va alors se murer dans le silence, et part habiter chez les « hébergeurs », son oncle et sa tante. Mais perturbés par l’intrusion de la fillette, ils finissent par la confier à un psychiatre.
Le récit expose alors l’incapacité de l’enfant grandissant face aux étapes de la vie. La narration prend ensuite la forme d’une confidence adressée au lecteur, attestant de la réussite de la construction d’une identité.

## Analyse

### Un roman entre autobiographie et fiction
Le Cri du sablier est un roman autobiographique de Chloé Delaume qui raconte son histoire : celle d’un père qui a tué sa mère avant de se suicider sous les yeux de l’enfant, alors âgée de neuf ans, ensuite recueillie par son oncle et sa tante fort peu aimants. Il emprunte cependant au genre de l'autofiction où l’auteur est le héros autour duquel s’articule l’histoire, reposant sur des données réelles et vraisemblables, mais fabulées. Chloé Delaume déclare à ce propos qu'elle souhaite : « injecter de la vie au cœur de l’écriture, insuffler la fiction là où palpite la vie ».
À travers l’autofiction, l’auteur reste au seuil de son vécu car elle en est distanciée par la fiction. Par ce jeu qui annihile les frontières entre auteur, narratrice et personnage, les mots se livrent sous la forme d’une écriture qui peut alors devenir cathartique. Le Cri du Sablier utilise ce moyen afin de parvenir à transmettre la vérité d’un témoignage et libérer la parole. Pour Laurent Binet « modifier le réel : c’est l’autobiographie telle que la conçoit Chloé Delaume. […] Elle attribue une dimension performative à la littérature, c’est-à-dire qu’elle confie la tâche de faire advenir ce qu’elle énonce en l’énonçant. La fiction déborde dans le réel ». Cette approche permet aussi à l'auteur de se construire une identité d’écrivain, en faisant de sa vie de la littérature et le langage un moyen par lequel le personnage peut venger sa vie.

### Symbolisme du roman
Le sablier est un élément récurrent permettant de symboliser autant l’écoulement du temps que la figure centrale et traumatisante du père. Il permet également de signifier la métaphore du corps, entre sédimentation et enfermement.

### Style
L’écriture révèle l’engagement de l’auteur, où les mots deviennent une arme contre le silence. Elle devient l’expression virulente de la puissance d’un cri qui pour Chloé Delaume répond au besoin irrépressible de libérer la parole. Malgré, l'extrême dureté des éléments du récit, le recours à l’humour, à l’ironie agissent comme des respirations, permettant au lecteur d’accepter la violence des mots.

## Éditions
- Le Cri du sablier, éditions Léo Scheer[1], 2001  (ISBN 2-84490-072-0)
  - rééd. Gallimard, coll. « Folio », 2003  (ISBN 9782070426188)
- (de) Der Schrei der Sanduhr, éd. Verlags-Anstalt, 2004  (ISBN 9783421056832)
- (es) El grito del reloj de arena, éd. Arena, 2011  (ISBN 9788495897848)